# Ariadne von Schirach
Ariadne von Schirach (Munique, 24 de julho de 1978) é uma escritora alemã.

## Biografia
Ariadne von Schirach foi criada em Munique, onde estudou e se formou. Estudou filosofia, psicologia e sociologia na Universidade de Munique, em Munique e a partir de 2000 cursou a Universidade Livre de Berlim e a Universidade Humboldt, também em Berlim. Sua tese de mestrado se intitula “Identität als nomadisches Schweifen zwischen Existenzmöglichkeiten”, algo como "Identidade como nômades vagando entre as oportunidades de subsistência", sobre o artista performático coreano Nikki S. Lee.
Em 2005, Ariadne escreveu o ensaio Der Tanz um die Lust (A dança em torno do prazer) na revista alemã Der Spiegel tornando-se notícia e chamando a atenção dos veículos de imprensa.
Em fevereiro de 2007, a escritora lança o livro Der Tanz um die Lust, no qual debate e relata as consequências de uma sociedade cada vez mais sexualizada e pornográfica, destacando as novas formas de amor urbanas almejadas por esta. A autora alemã defende a distinção entre pornografia e erotismo e afirma que a primeira coisifica o ser humano, enquanto o segundo o torna agente de suas ações.
Ariadne von Schirach também trabalha como jornalista freelancer e crítica na revista Deutschlandradio Kultur. Para a Musikexpress, escreve uma coluna sobre a vida com música e para a Welt Online escreve uma coluna sobre a possibilidade e a impossibilidade da felicidade.
Para o Frankfurter Allgemeine Zeitung, Schirach escreve sobre o mito dos vampiros e as suas variantes tratadas no cinema e na literatura. Para a Cicero Magazin escreve sobre pais vampiros e vampiros adolescentes e adultos.
Ariadne Von Schirach é filha do escritor Richard von Schirach, neta dos líderes da juventude nazista Baldur von Schirach e Henriette von Schirach.
No ano de 2007, Ariadne foi uma das principais atrações da Bienal do Livro/CCBB de Recife onde gerou polêmica e reflexão na abordagem sobre a temática sexual da sociedade contemporânea.